# 化石燃料補貼
化石燃料補貼（英語：Fossil fuel subsidies）是種能源補貼，針對化石燃料在其探勘到最終產品的消費過程中而提供。形式上可能是降低住宅供暖用天然氣的營業稅，或是為其生產提供補貼，例如給予石油勘探活動稅收減免。而在廣義上，針對使用化石燃料而產生的外部性（例如由於使用汽油、柴油和噴射燃料而造成的空氣污染或是氣候變化）並不徵收費用，僅收取低廉的費用也算是一種補貼。一些化石燃料補貼是在發電過程中提供，例如提供給燃煤發電廠的補貼。
取消化石燃料補貼將可減少因空氣污染而造成的健康風險，並將大幅減少全球碳排放，有助於限制氣候變化。截至2021年，針對能源政策作研究的人士估計用於化石燃料補貼的資金遠高於用於對環境有害的農業補貼或是用水補貼。國際能源署（IEA）表示："昂貴的化石燃料價格對窮人的打擊最為嚴重，但在此的補貼很少有針對性地用於保護弱勢群體，反往往是讓富裕階層受惠。"
雖然二十大工業國（簡稱G20) 已承諾將低效率的化石燃料補貼逐步取消，但迄2023年，它們或是屈從於選票壓力，或是出於能源安全的考量，這些補貼依然存在。 估計全球於2022年的化石燃料消費補貼為1兆美元。此金額每年會因油價變動而有所不同，但始終在數千億美元間徘徊。

## 定義
化石燃料補貼的定義是"任何降低化石能源生產成本、提高能源生產者收入或是降低能源消費者支付成本的政府行動。"但根據國際貨幣基金組織（IMF）的定義，健康成本等負外部性結果也要加計在內，加總後的數字會遠大於經合組織（OECD）和IEA所定義的。
由化石燃料生產電力和供熱，對此兩者的補貼也被計入。有時對於定義的方式會存在爭議：例如英國政府在2021年表示該國使用IEA的定義，因此並無提供化石燃料補貼，但有人表示當年若是根據OECD的定義，就有化石燃料補貼存在。  but others said the same year that under the OECD definition it does.

## 衡量方式
計算補貼，可將政府直接補貼的數字加總、將一個國家內的價格與世界市場價格進行比較來估算，有時還嘗試將對人類健康和氣候造成損害的成本納入。IEA估計全球於2022年的化石燃料消費補貼達到1兆美元，比以往任何一年均高。
然而根據IMF的估計，全球於2020年提供的補貼總額為5.9兆（萬億）美元，為各國GDP的6.8%：這個數字要大得多，估計中有超過90%是對環境成本的低估和並未徵收的消費稅兩大部分（此部分即為所謂的隱性補貼）。 根據聯合國政府間氣候變化專門委員會（IPCC）於2023年發佈的數據，如果設定能反映真實成本的化石燃料價格，將可把全球到2030年的二氧化碳排放量降低10%。不幸的是再根據IMF的數據，世界各國政府因能源價格高漲，此種補貼在2022年已升高到7兆美元。
獨立智庫國際永續發展研究所表示，七大工業國組織（G7）國家應每年根據聯合國揭櫫的永續發展目標 (SDG) 指標中第12.c.1條（化石燃料補貼）將補貼情況揭露。

## 效果
能源消費補貼最終會將消費者需支付的價格降低，伊朗機動車輛的油料價格補貼即為一例。這可能會為執政者贏得選票，一些政府人士則表示這會對於貧困者有幫助。
而經濟學家間的共識是富人從化石燃料補貼中獲得最大的絕對利益例如最貧窮的人通常無力擁有汽車。但如果取消補貼，可能會間接透過食品價格等價格上漲而打擊到窮人，因此於總收入而言，窮人可從補貼獲得許多好處。生產商（包括石油公司在內）則表示增加稅收將會導致失業並導致國家能源安全降低。

### 對健康的影響
估計化石燃料補貼每年會導致全球有數十萬人因空氣污染的原因而過早死亡。

### 對經濟的影響
化石燃料補貼是一種負的碳定價，並將原可用於別處的政府經費花掉。IMF表示，鼓勵過度使用能源，可能會讓各國更易受到國際能源價格變動的影響。然而一些國家政府表示補貼對於保護公民免受這種價格變化的影響有其必要。根據IEA的說法，逐步取消化石燃料補貼將有利於能源市場、氣候變化緩解活動與政府預算。

### 對環境的影響
化石燃料補貼最終會對環境環境造成負面影響，而將之淘汰將可節省全球碳預算並有助於限制氣候變化。

## 逐步淘汰
許多經濟學家建議以直接針對窮人或家庭的補助取代消費補貼。而如何最好利用因此節省而來的經費，可能需要針對每個國家的集體情況進行研究。然而實際情況是想將補貼逐步淘汰，有其政治上的難度。

## 歷史
最早從20世紀初就開始有針對石油和天然氣勘探進行稅收減免。

## 對不同燃料的補貼

### 煤炭
全球於2020年對煤炭的補貼估計為17億美元。

### 石油
全球於2020年對石油的補貼估計為900億美元。

### 天然氣
全球於2020年對天然氣的補貼估計為370億美元。

## 各國補貼
IEA估計各國政府在2022年為化石燃料消費已提供1兆美元的補貼。在2009年二十國集團匹茲堡峰會上，參與國承諾"會在中期內將化石燃料補貼合理化，並逐步取消會導致浪費的低效補貼"。而許多人說所有化石燃料補貼都是低效的。
有些國家在2010年代將能源補貼減少，例如迦納於2014年7月取消所有柴油和汽油的價格補貼，而埃及在同一個月份將柴油價格提63%，此措施是該國目的在5年內取消補貼一系列改革中的一項。
IMF於2021年9月發佈一份工作文件，對化石燃料的有效價格與使用者價格之間的差距，其間所隱含的補貼進行估算。 "各地對空氣污染成本的定價過低，是全球石化燃料補貼成分中最大的一項，佔42%，其他被低估的成本還有氣候變化成本（佔29%）、道路擁塞和道路事故等其他當地外部性（佔15%）、直接補貼（佔8%）及未徵收的消費稅（佔6%）。全球於2020年的化石燃料補貼為5.9兆美元，約佔整體GDP的6.8%，估計此種補貼到2025年在GDP中的比例將達到7.4%。
下表顯示IMF於2021年對20個補貼最多的國家的研究摘錄。摘錄還將顯性補貼（電力成本）和隱性補貼（煤炭）中的最大成分指出。完整數據可循本文所附參考文獻中取得： （貨幣單位：十億美元（2021年）。）
| 2020年       | 顯性補貼 | 顯性補貼 | 隱性補貼 | 隱性補貼 | 合計     |
|              | 電力     | 合計     | 煤炭     | 合計     | 合計     |
| ------------ | -------- | -------- | -------- | -------- | -------- |
| 中國         | 13.69    | 15.73    | 1,391.78 | 2,187.50 | 2,203.23 |
| 美國         | 0.00     | 16.06    | 121.45   | 646.00   | 662.05   |
| 俄羅斯       | 25.14    | 77.36    | 195.26   | 445.26   | 522.62   |
| 印度         | 8.71     | 16.18    | 162.72   | 230.89   | 247.07   |
| 日本         | 2.74     | 4.75     | 57.69    | 164.80   | 169.55   |
| 沙烏地阿拉伯 | 8.72     | 53.75    | 0.00     | 104.36   | 158.11   |
| 伊朗         | 26.51    | 41.72    | 4.59     | 111.05   | 152.77   |
| 印尼         | 5.49     | 11.96    | 32.85    | 115.13   | 127.09   |
| 土耳其       | 0.24     | 4.11     | 52.59    | 112.61   | 116.72   |
| 埃及         | 7.32     | 9.69     | 1.89     | 95.38    | 105.07   |
| 德國         | 0.00     | 3.43     | 25.50    | 68.32    | 71.75    |
| 韓國         | 0.00     | 0.58     | 28.93    | 68.39    | 68.98    |
| 加拿大       | 2.43     | 10.34    | 3.04     | 53.69    | 64.03    |
| 南非         | 5.62     | 5.72     | 30.41    | 44.84    | 50.56    |
| 哈薩克       | 4.57     | 9.93     | 19.11    | 37.05    | 46.98    |
| 台灣         | 1.67     | 2.58     | 25.42    | 43.55    | 46.13    |
| 澳大利亞     | 2.14     | 5.57     | 14.85    | 38.92    | 44.49    |
| 烏克蘭       | 4.57     | 7.76     | 28.76    | 35.87    | 43.63    |
| 馬來西亞     | 0.90     | 3.52     | 5.52     | 39.50    | 43.02    |
| 巴西         | 0.00     | 5.80     | 4.60     | 37.17    | 42.97    |
| 全球總計     | 189.53   | 454.79   | 2,362.26 | 5,402.57 | 5,857.36 |

### 加拿大
加拿大聯邦政府為化石燃料勘探和生產提供補貼，加拿大出口發展局定期向石油和天然氣公司提供融資。英國智庫海外發展研究所於2018年發表的一份報告說加拿大在2015年和2016年將其GDP中一不小的部分用於對石油和天然氣生產的財政支持，高於其他G7國家的。
該國聯邦政府於2018年為因應低油價，宣佈為石油和天然氣產業提供16億加元的財政支持：加拿大出口發展局向石油和天然氣出口商提供10億加元貸款，對較高風險的石油和天然氣公司有加拿大商業發展銀行提供5億加元資金、加拿大自然資源部的清潔成長計畫提供5,000萬加元資金，加拿大創新、科學暨經濟發展部的戰略創新基金提供1億加元資金。該國自然資源部長阿瑪吉特·索希表示這類融資"不是對化石燃料的補貼"，並補充道，"這些是貸款，按商業條款提供。我們已承諾到2025年逐步取消低效率的化石燃料補貼，我們會遵守此項承諾"。加拿大承諾在2023年取消化石燃料補貼。
加拿大各省政府也為化石燃料消費提供補貼。例如薩斯喀徹溫省為農民提供燃料稅豁免，並為取暖用天然氣提供營業稅豁免。
海外發展研究所於2018年發表的一份報告批評加拿大關於化石燃料補貼的報告內容及透明度不足的做法。加拿大並沒發佈有關化石燃料財政支持的具體報告，當該國審計長辦公室在2017年試圖對化石燃料補貼進行審計時，他們發現財政部並未提供所需的大部分數據。加拿大出口發展局報告與化石燃料項目相關的交易，但不提供有關確切金額或項目開發階段的數據。

### 中國
中國的能源政策指出為保障該國能源安全，必須補貼煤炭、石油和天然氣等化石燃料的生產和消費。

### 印度
估計印度於2021財政年度對化石燃料的補貼是對再生能源補貼的9倍：石油和天然氣補貼為5,525億印度盧比（約值73.7億美元），煤炭補貼為1,297.6億印度盧比（約值173.2億美元）。

### 伊朗
伊朗在哈桑·羅哈尼總統領導下，向其公民提供的化石燃料補貼在2019年增加42%，約為伊朗GDP的15%以上，佔全球能源補貼總額的16% 。使得該國成為世界上最大的能源價格補貼國。加上政府內不肖份子支持維持現狀，導致伊朗產生高度浪費的消費模式、巨額預算赤字、經濟整體上的價格扭曲、污染，以及因價格差異而導致的猖獗走私（每年與鄰國有数十億美元的交易）。

### 利比亞
利比亞於2020年的補貼，在GDP的比例為17.5%,，為當年全球最高者。

### 俄羅斯
俄羅斯擁有全球最大的天然氣儲量（佔總量的27%）、第二大煤炭儲量和第八大石油儲量。該國截至2015年是世界第三大能源補貼國。俄羅斯對電力生產以及天然氣與石油開採均提供補貼。約有60%的補貼用於天然氣，其餘用於電力（包括以低價將天然氣銷售予發電廠）。對於石油開採，政府每年給予約220億美元的免稅和減稅。一些免稅和減稅也適用於天然氣開採，但大部分均提供給石油開採。俄羅斯的巨額補貼具有高昂的成本，有建議俄羅斯降低國內補貼以支持其經濟。然而如果能源補貼被取消，可能會帶來社會動盪風險，而使得俄羅斯當局不願進行。

### 沙烏地阿拉伯
沙烏地阿拉伯的大多數能源補貼本質上都是隱性的。這是因為國內油價普遍低於全球市場價格，但仍高於國內生產成本，雖然會因此導致收入減少，但並未直接對成本做補貼。最近發表的一篇論文認為，由於該國於2018年進行國能源價格改革，原有的遞增式電費補貼已被取消。 

### 土耳其
本節摘自土耳其能源#化石燃料補貼和稅收。
在21世紀，土耳其的化石燃料補貼約為GDP的0.2%，:29包括2020年1月至2021年9月期間至少有140億美元（平均每人169美元）。如果包括未支付的外部性（例如空氣污染造成的健康問題），估計道路燃料補貼為每人每年超過400美元，所有化石燃料補貼為每人每年超過1,000美元。國營銀行和出口信貸機構的化石燃料融資數據並未公開 。:32該國能源部長Fatih Dönmez支持為煤炭提供補貼，該國大多數能源補貼都是針對煤炭，經合組織對此提出強烈批評。土耳其於2019年對燃煤發電廠的發電容量機制付款總額為7.2億土耳其里拉（1.3億美元），而對燃氣發電廠的發電容量機制付款為5.42億土耳其里拉（9,600萬美元）。於2022年，這些付款的總額超過2億美元。截至2020年，汽油每單位能源稅高於柴油的，但平均而言，柴油車會排放更多對肺部有害的氮氧化物。

### 委內瑞拉
估計委內瑞拉於2020年的補貼為GDP的7%。於2021年，補貼給配給汽油的價格約為每公升25美分，而無補貼的價格約為每公升50美分。

## 延伸閱讀
- McCulloch, Neil. . Practical Action Publishing. 2023-01-14  [2024-06-05]. ISBN 978-1-78853-204-4. （原始内容存档于2024-06-23）.
- (PDF). CAN EUROPE. 2023  [2024-06-05]. （原始内容存档 (PDF)于2024-01-12） （英语）.

## 外部連結
- Fossil fuels （页面存档备份，存于） OECD
- Fossil Fuel Subsidy Reform 的存檔，存档日期2023-07-31. United Nations Development Programme

世界各地的人均化石燃料補貼金額（貨幣：2019年恆定美元，為稅前金額）。

世界各地的化石燃料補貼對國內生產毛額（GDP）的比例（2019年）。

- Fossil fuel subsidy tracker （页面存档备份，存于） International Institute for Sustainable Development